# Grande procession de Lille
La Grande procession de Lille ou Procession de Notre-Dame-de-la-Treille est une procession religieuse en l'honneur de Notre-Dame-de-la-Treille instituée par la comtesse de Flandre Marguerite de Constantinople au XIIIe siècle.

## Création

### Origines et institution
La collégiale Saint-Pierre de Lille renferme au XIIIe siècle une statue de la Vierge Marie appelée Notre-Dame de la Treille qui a fait l'objet d'une dévotion particulière de la part des Lillois. En 1254, il survient une série de miracles attribués à cette statue qui vient renforcer la dévotion des Lillois et entraine le développement d'un pèlerinage venu des comtés de Flandre et de Hainaut mais aussi la création par le pape Alexandre IV d'une confrérie de Notre-Dame-de-la-Treille. À la suite de cela, le chapitre de Saint-Pierre instaure une grande messe en l'honneur de Notre-Dame-de-la-Treille le dimanche suivant la fête de la Sainte Trinité.
Pour renforcer la dévotion envers Notre-Dame-de-la-Treille et financer la construction de la collégiale Saint-Pierre, la comtesse de Flandre Marguerite de Constantinople décide en février 1269 de créer une procession annuelle en son honneur le dimanche suivant la fête de la Sainte Trinité (le jour où le chapitre de Saint-Pierre célèbre déjà la messe dédiée à Notre-Dame-de-la-Treille) et d'étendre cette célébration à neuf jours,.

« Charte de fondation de la procession instituée en l'honneur de Notre-Dame, et pour l'achèvement de l'église de Saint-Pierre, à Lille
Nous Margerite , comtesse de Flandres et de Hainaut , et Jou Guis, ses fius , cuens de Flandres et marcis de Namur faisons savoir a tous que nous, en lonneur Diu , Jhu-Cripst et de la glorieuse viergene Marie sa mere et pour le pourfit de leglize Saint-Pierre de Lille qui fondee est de nos ancisseurs, signeurs de Flandres , et pour lavanchement del cuvre qui commenchie est en leglize devant dite pour lequelle li canonne de chelle meisme eglize de leur rente dont il doivent vivre se sunt mout durement greve et blechie de piecha et font encore cascun jour, avons otroyet et otroyons une pourciession a faire entour le ville de Lille cascun an pardurablement, par tel voie et par teuls lieus que li Rewars et que esquevin de Lille deviseront et ordonneront que on le puist faire plus convignablement, qui doit commenchier par tel jour que notre sires Dius, en lonneur se tres chiere mere, a commenchie nouvellement a faire si glorieus miracle devant simage que on appielle Notre Dame a le Treille en leglise saint Piere devant dite. Chest assavoir , le diemence prumier apries le jour de le sainte Trinite, et doit durer par IX jours continuens en perpetuel memore des miracles devant dites. Et pour la raison des orisons, des' aumoisnes , des biens fais et des ævres de misericorde que on y fait et fera en avant en lonneur notre Signeur et sa douche mere par commune devostion, nous avons otroyet et otroions a tous chiaus et a toutes chelles qui em pelerinage venront a Notre Dame a Lille dedens les IX jours devant dis en lonneur de la douche viergene Marie et pour acquerre les pardons qui assis y sont et seront dedens ces IX jours, sauf conduit de nous et de nos gens allant et venant et demorant franquement et paisiblement quil ne seront pris ne arrieste pour debte quil doivent ne pour autre choze darriere faite ou avenue sil ne sont banit pour lait fait. Et demorer et aler en le ville de Lille et es voies et es chemins par tout dedens les appertenances de Lille si avant que li enclos de la prociession s'estendera. Et se il avenoit que aucun de chiaus ou de chelles qui en pelerinage venront a Notre-Dame de Lille fust arriestes pour debte ou pour autre choze se chou nestoit pour vilain fait , dedens les IX jours en lenclos devant dit, a le requeste dou Doyen et dou capitele de leglize saint Piere de Lille devant dite nous le ferons delivrer tout quite de tant comme a nous et a notre justiche et a notre droiture appertenra. En tiesmoignage et en confremance de laquelle choze nous avons fait mettre nos saiaus à ches presentes lettres. Et nous li Rewars et li esquevin de le ville de Lille qui a ches chozes devant dites avons mis et metons notre octroi et notre assens , pour chou que nous volons quelles soient bien et fermement tenues a tous jours de nous et de nos successeurs, de tant comme a nous appartient les loons et greons et prometons fermement a tenir. Et pour plus grant seurte de tout chou que devant est dit avons nous mis no saiel a ces presentes lettres qui furent donnees en lan del incarnastion notre Signeur Jhu Crispt M CC. LXIX ou mois de fevrier. »

### La première procession (2 juin 1269)
La première procession se déroule le 2 juin 1269, Charles-Joseph Bernard en fait la description suivante :

« Il fut arrêté que , sortant de l'église de Saint-Pierre, elle marcherait par les rues Royales jusques à la porte dite des Malades [porte de Paris]. [...] Au départ de la procession, deux échevins, avec deux sergents à verges, réglaient la marche. S'avançaient les maitres de métiers, des torches à la main , les connétables des archers et arbalétriers, à la tête d'une troupe nombreuse, tous en armes brillantes. À leur suite les confrères des Saints Lieux, les religieux de saint Dominique, les Franciscains dits Frères mineurs de l'Observance, tout le clergé de la ville, chantant des hymnes et des prières à la gloire de la Reine du ciel : les instruments d'une brillante harmonie succédaient alternativement à ces chants graves : puis venaient les bourgeois, portant des flambeaux.  Après cet imposant cortège , paraissait sous un dais magnifique la noble et très-précieuse châsse de Notre-Dame, appelée la bonne Fierte , toute dorée, ornée de pierreries, tenue de toute antiquité en grand honneur et singulière vénération , à cause des reliques insignes qu'elle renfermait, entr'autres, croyait-on, des cheveux de la sainte Vierge. Elle était toujours accompagnée tant en dedans qu'au dehors de la ville , par le bailli de Lille, ou son lieutenant, et ses huissiers ; suivaient les magistrats accompagnés des personnages les plus éminents en dignit. Un peuple innombrable, formant deux haies compactes, marchait partie devant , partie derrière le clergé, les uns nu-pieds, les autres tenant un chapelet qu'ils arrosaient souvent de leurs larmes, et tous la tête découverte, invoquant avec ferveur Marie, patronne de leur ville. Ce touchant spectacle se réitérait neuf jours consécutifs, avec le même ordre et toujours la même dévotion. »

## AuXVIIIesiècle

### La dernière procession (1792)
La dernière procession se déroule au cours de la Révolution française en 1792, la Terreur l'année suivante aura raison de la procession. La Révolution et la destruction de la collégiale Saint-Pierre lors du siège de Lille en 1792 auront également raison pour un temps du culte voué à Notre-Dame de la Treille.

## Composition
Le Chevalier rouge devait faire normalement partie de la procession.

### Monographies
- Charles-Joseph Bernard, Histoire de Notre-Dame de la Treille, Lille, Lefort, 1843, 184 p. (lire en ligne)